# Upton Noble
Upton Noble is een civil parish in het bestuurlijke gebied Mendip, in het Engelse graafschap Somerset met 128 inwoners.